# Vladímir Bogoraz
Vladímir Gérmanovich Bogoraz (en ruso: Влади́мир Ге́рманович Богора́з), más conocido por su seudónimo literario N.A. Tan o como Tan-Bogoraz (Ovruch, Ucrania, 27 de abril de 1865 — Járkov, 10 de mayo de 1936) fue un antropólogo, escritor y revolucionario ucraniano, estudioso del pueblo Chukchi de Siberia.

## Primeros años
Nació en la familia de un maestro de escuela judío. Tras egresar del Gimnasio Chekhov, en 1882, ingresó a la Universidad de San Petersburgo para estudiar Leyes, pero fue expulsado debido a sus actividades revolucionarias con Narodnaya Volya (La Voluntad del Pueblo) y deportado a la casa de sus padres en Taganrog, donde fue confinado 11 meses.

## Siberia
En 1886 volvió a Sant Petersburgo , pero fue arrestado y deportado al nororiente de Siberia, cerca de Yakutsk, donde debió permanecer entre 1889 y 1899 y donde realizó sus estudios sobre el pueblo Chukchi, su forma de vida, tradiciones, lengua y creencias, dando a Bogoraz material precioso para sus poemas y ensayos literarios.
Publicó su primer libro de literatura a comienzos de la década de 1880, pero llegó a ser famoso en 1896 y 1897, bajo el seudónimo de Tan, por sus poemas y novelas publicadas en varios periódicos. En 1899, publicó el libro Cuentos Chukchis y en 1900 Los Versos. Los materiales que aparecieron en las publicaciones periódicas de la Academia Rusa de las Ciencias, tales como "Muestras de los materiales para el estudio del idioma y del folclore Chukchi" y 'Estudios de Lengua Chukchi y Folklore, recolectados en el Distrito de Kolyma", fueron de gran valor para el desarrollo de la Lingüística y dieron al autor fama alrededor del mundo.

## Estados Unidos
En 1899, por recomendación de la Academia de Ciencias, Bogoraz fue invitado por el Museo Americano de Historia Natural de Nueva York, para participar en la Expedición Jesup por el Norte del Pacífico, entre 1900 y 1901, con el objetivo de estudiar la etnografía, la antropología y la arqueología de la costa norte del Océano Pacífico. Tan-Bogoraz y su amigo Vladimir Jochelson estaban a cargo de la región de Anadyr, en Siberia, la recopilación de materiales para la etnografía de los Chukchis, Koryaks, Even y otros pueblos indígenas de Siberia. Bogoraz huyó de Rusia por motivos políticos en 1901 y se refugió en Nueva York, donde se convirtió en curador del Museo de América, y produjo sus grandes obras El Chukchi (1904-1909) y Mitología chukchi' (1910).

## Rusia
Bogoraz regresó a Rusia en 1904. Ayudó a organizar el Primer Congreso Campesino y el Grupo de Trabajo de la Duma. En 1910, fue publicada una colección de sus obras en diez volúmenes. En 1917, se convirtió en profesor de Etnología en la Universidad de Petrogrado. Bogoraz, conjuntamente con Lev Sternberg, organizó el primer Centro de Etnografía Rusa, en la Universidad. Durante las décadas de 1920 y 1930 realizó un importante trabajo antropológico, creando escrituras y enseñando las lenguas escritas para los pueblos indígenas de Siberia. Fundó el Instituto de los Pueblos del Norte, en Leningrado.

## Obra (selección)
- 1904, 1907, 1909. The Chukchee, The Jesup North Pacific Expedition, Franz Boas (ed.) vol. VII, Memoirs of the American Museum of Natural History, vol. XI, fasc. I (Material Culture), II (Religion), III (Social Organization), Leiden, E. J. Brill u. New York: G. E. Stechert

- 1910. Chukchee Mythology, The Jesup North Pacific Expedition, Franz Boas (ed.) vol. VIII, Memoirs of the American Museum of Natural History, vol. XII, fasc. I, Leiden u. New York

- 1913. The Eskimo of Siberia, The Jesup North Pacific Expedition, Franz Boas (ed.) vol. VIII, Memoirs of the American Museum of Natural History, vol. XII, fasc. III, Leiden, E. J. Brill u. New York, G. E. Stechert

- 1917. Koryak Texts, Publications of the American Ethnological Society, vol. V, Ranz Boas (ed.) Leiden u. New York

- 1918. Tales of Yukaghir, Lamut, and Russionized Natives of Eastern Siberia, Anthropological Papers of the American Museum of Natural History, vol. XX, fasc. I, New York

- 1925. Ideas of Space and Time in the Conception of Primitive Religion, in: Am. Anthropologist 25 ( 2): 205-266

## Obra literaria (selección)
- Obras, 10 vols. 1910-'11
- Čukotskie rasskazy (Cuentos de Chukotka), 1899
- Vosem' plemën (Ocho cepas), 1902
- Kolymskie rasshazy (Relatos de Kolyma), 1931
- Voskresšee plemja (El Maestro Resucitado), 1935